# Canon AE-1
Canon АЕ-1 — малоформатный однообъективный зеркальный фотоаппарат, выпускавшийся японской фирмой Canon с апреля 1976 года. В 1981 году базовую модель сменила усовершенствованная камера Canon AE-1 Program с программным автоматом экспозиции.

## Особенности конструкции

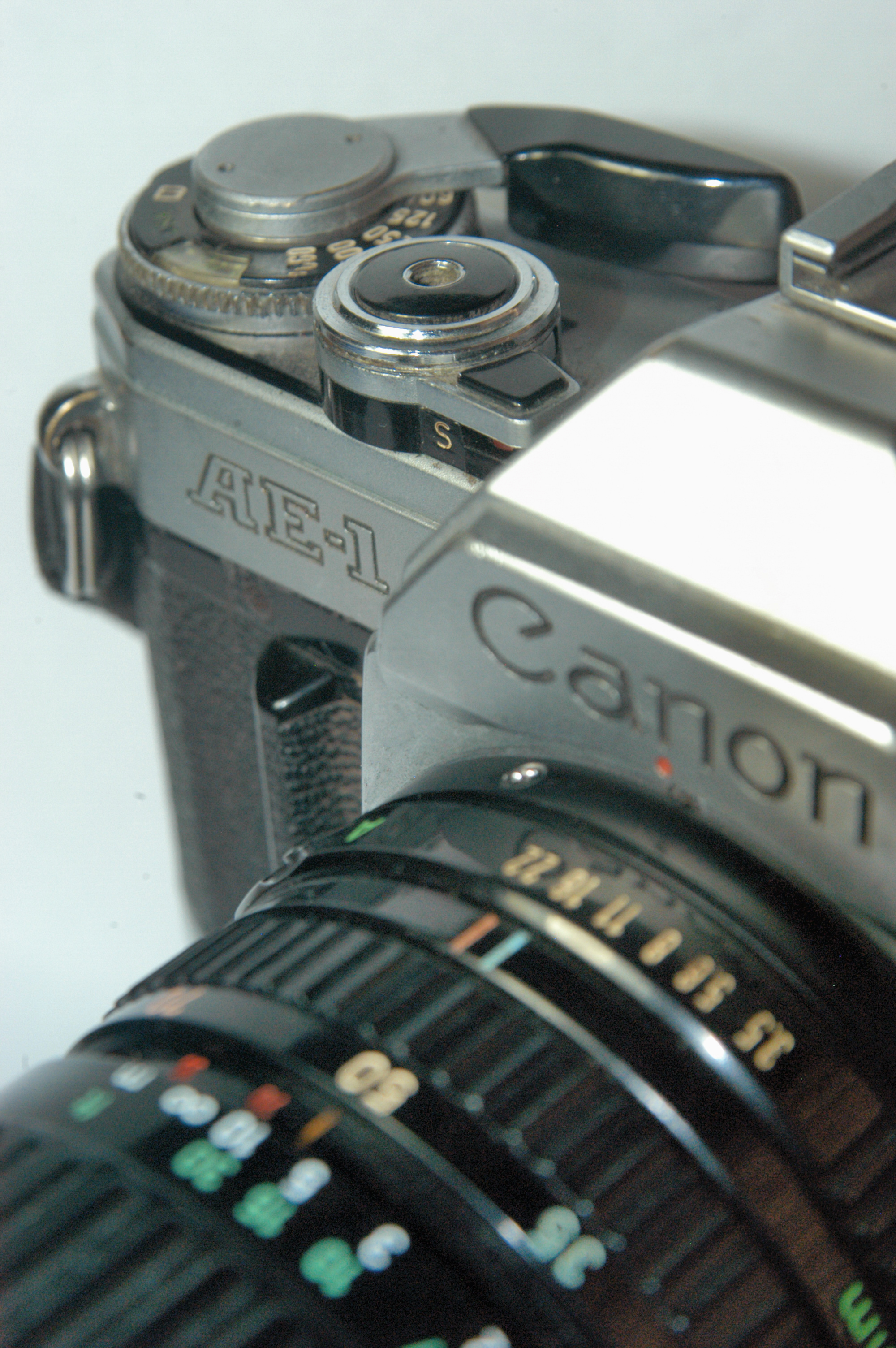
Canon AE-1

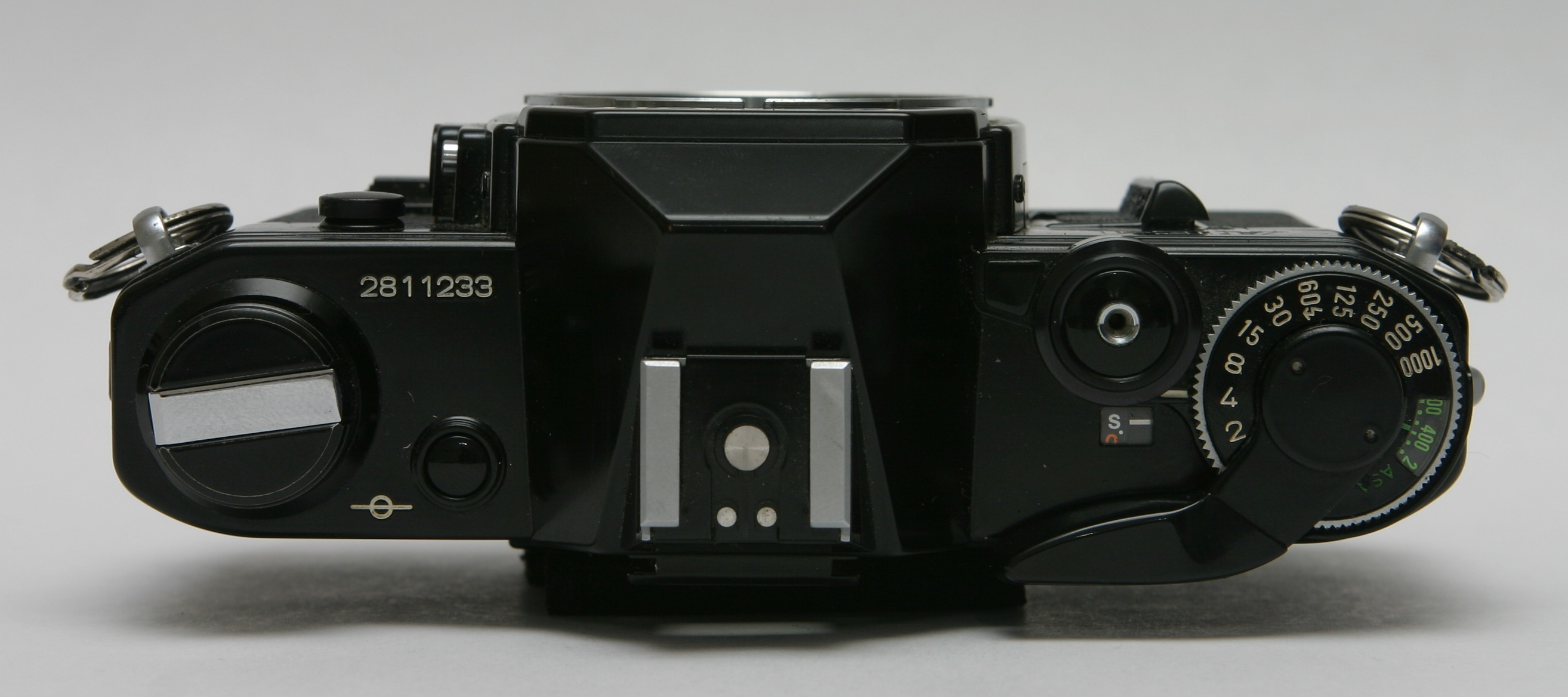
Canon AE-1, верхняя панель

Canon АЕ-1 стал первым в мире фотоаппаратом со встроенным микропроцессором и цифровым управлением экспозиционной автоматикой. 1970-е и 1980-е годы были эрой интенсивного соперничества между ведущими японскими брендами: Canon, Nikon, Minolta, Pentax и Olympus.
В период между 1975 и 1985 годом был отказ от тяжёлых металлических корпусов фотокамер, их заменили более лёгкими пластмассовыми корпусами с интегрированными схемами (IC) электронной автоматики. Благодаря быстрому развитию технологий, компании обгоняли друг друга более удачными автоматическими моделями фотоаппаратов.
Фирма Canon разработала модель «Canon АЕ-1» с использованием значительного количества пластмассы для бо́льшей дешевизны и лёгкости в ущерб ударопрочности. Canon затратила большие усилия на улучшенную отделку — изготовленные методом литья под давлением пластмассовые верхняя и нижняя панели покрывались медью гальваническим способом, а затем наносилось матовое хромирование. Преобладали камеры чёрного цвета с хромированной отделкой, полностью чёрные были менее распространены.
Интенсивное использование электроники также позволило облегчить внутреннюю модульную конструкцию, заменив механические связи. Пять модулей и 25 малых деталей заменили примерно 300 механических элементов камер старых конструкций. Многие подвижные узлы были сделаны пластмассовыми. Всё это позволило снизить стоимость линейки новых фотоаппаратов.
Canon АЕ-1 первым из однообъективных зеркальных фотоаппаратов был оснащён центральным процессором.
Благодаря рекламе Canon АЕ-1 был продан в количестве пять миллионов экземпляров, что является беспрецедентным успехом на рынке зеркальных камер и третьим результатом среди всех когда-либо выпускавшихся камер после советских «Зенит-Е» и «Смена-8М».

## Технические характеристики
- Тип применяемого фотоматериала — 35-мм перфорированная фотокиноплёнка шириной 35 мм (фотоплёнка типа 135) в кассетах. Размер кадра — 24×36 мм.
- Корпус — пластмассовый, с открывающейся задней стенкой, скрытый замок.
- Курковый взвод затвора и перемотки плёнки. Курок имеет два положения — рабочее и транспортное. Обратная перемотка рулеточного типа.
- Затвор — с электронным управлением, шторно-щелевой с горизонтальным движением матерчатых шторок. Выдержки затвора — от 2 до 1/1000 сек, и «B». Выдержка синхронизации с электронной фотовспышкой — 1/60 с. Звук спуска затвора и работы моторного привода «Canon AE-1» использован для «озвучивания» встроенной камеры всех iPhone[3].
- Центральный синхроконтакт «Х».
- Тип крепления объектива — байонет Canon FD и Canon FDn.

В начале 1970-х годов был разработан байонет Canon FD с накидным кольцом, позже появился байонет Canon FDn без накидного кольца, объектив устанавливался поворотом его оправы. Объективы с байонетом Canon EF (для камер семейства Canon EOS) и с байонетом Canon EF-S (для цифровых однообъективных зеркальных фотоаппаратов) применяться не могут.
- Начиная с 1970-х годов было выпущено около 40 объективов с байонетом Canon FD, начиная от сверхширокоугольных («рыбий глаз») 2,8/15 до длиннофокусных 5,6/800.
- Фокусировочный экран — линза Френеля с матовым кольцом и микрорастром, клинья Додена.
- TTL-экспонометрическое устройство (заобъективная экспонометрия) с CdS-фоторезисторами. Стрелочная индикация о работе экспонометрического устройства в поле зрения видоискателя. Автоматическая установка экспозиции (приоритет выдержки) на открытой диафрагме. Экспозамер — центральный. Диапазон светочувствительности фотоплёнки 25 — 3200 ед. ASA. При применении светофильтров автоматически вносятся поправки на их плотность.
- Источник питания автоматической экспонометрии и электронноуправляемого затвора — элементы питания типа PX28L, A544, 4SR44, либо четыре элемента LR-44 или AG-13.
- Электронный автоспуск.
- На фотоаппарате установлено штативное гнездо с резьбой 1/4 дюйма.

Аксессуары для Canon АЕ-1: моторная приставка «Canon Winder A2» (съёмка от одного до двух кадров в секунду), приставка для впечатывания даты в кадр «Canon Databack A», фотовспышки «Canon Speedlite 155A» и «Canon Speedlite 177A».

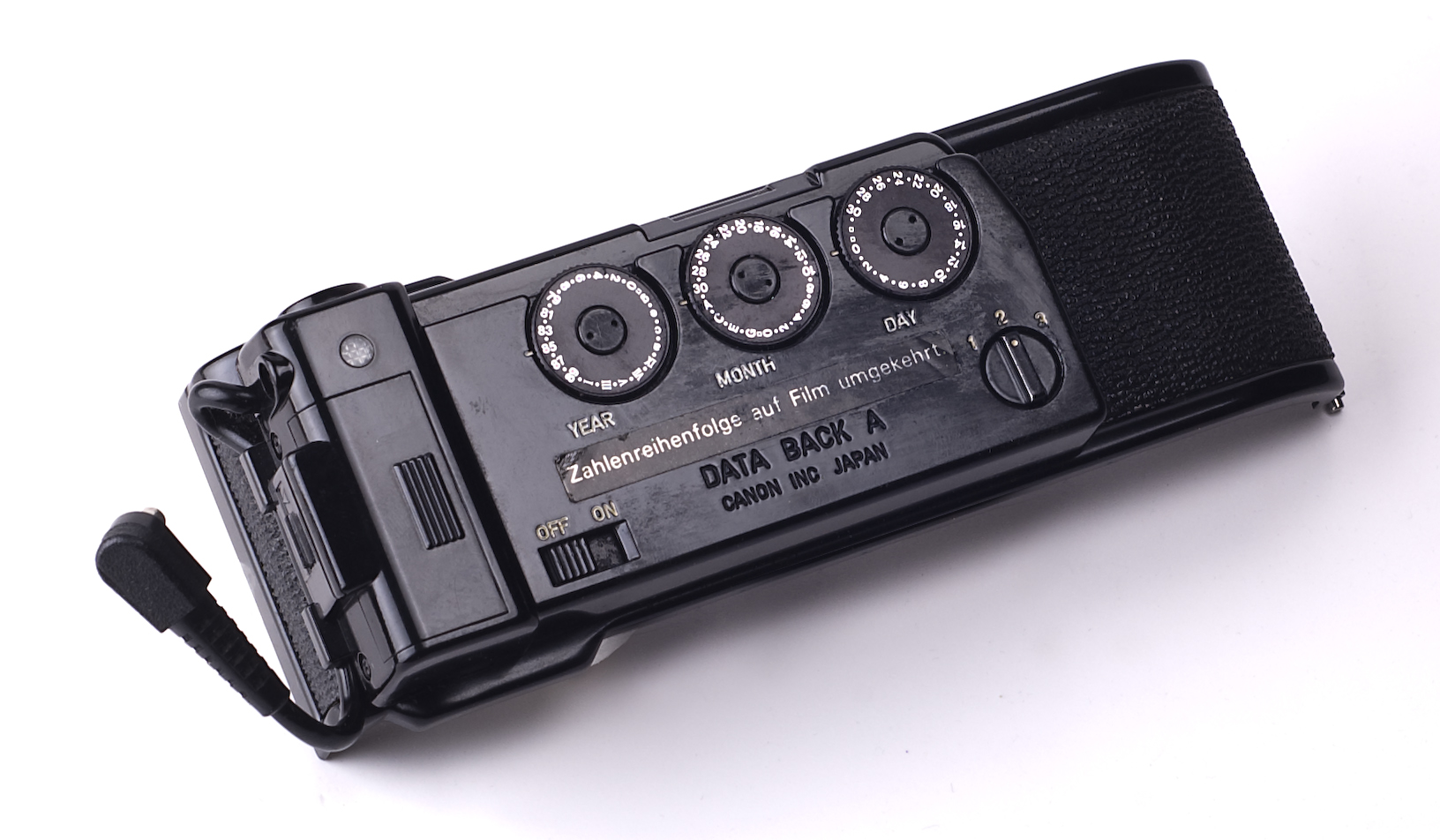
Задняя крышка с приставкой для впечатывания даты
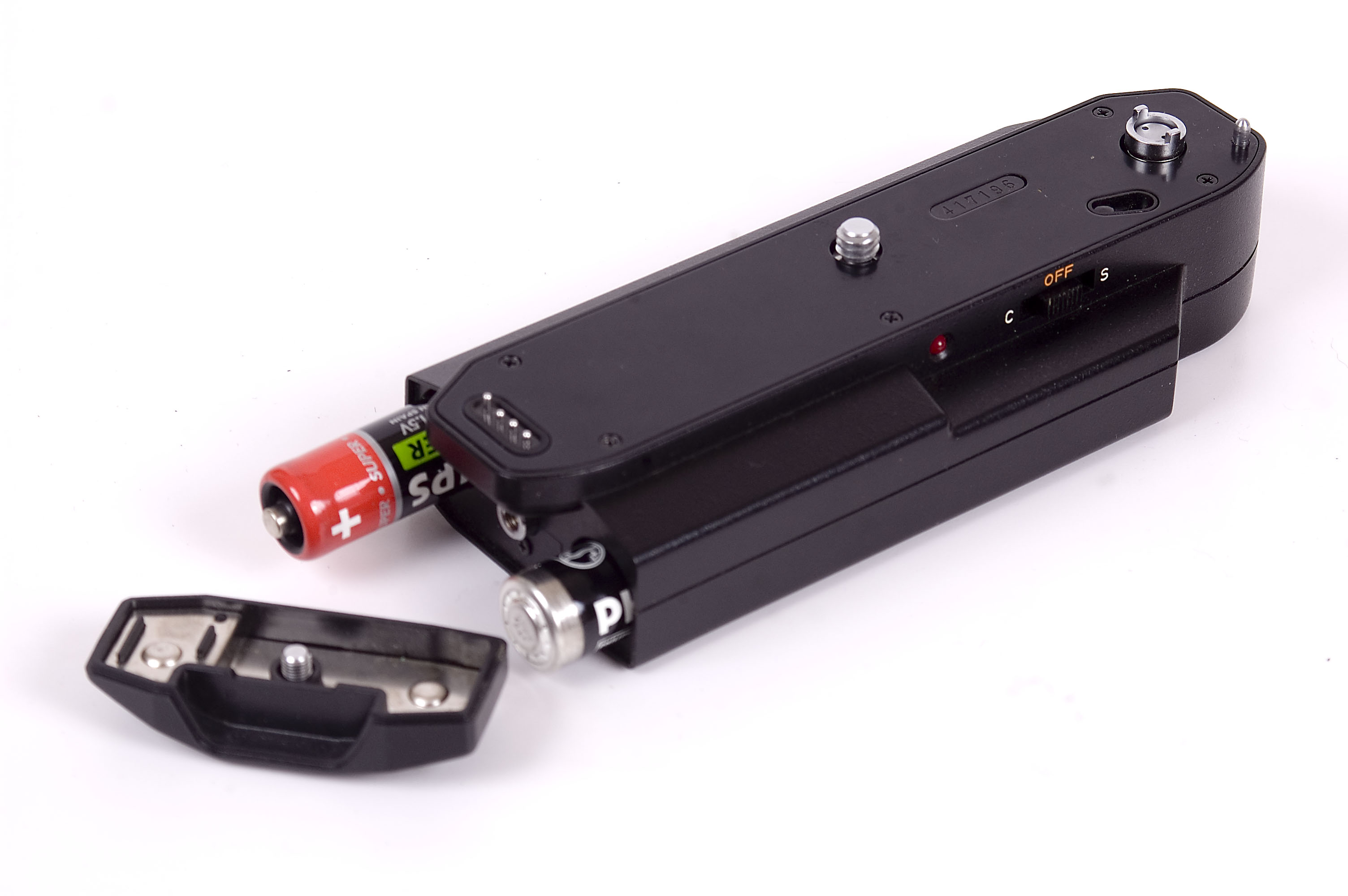
Приставной электропривод «Canon Power Winder A2»
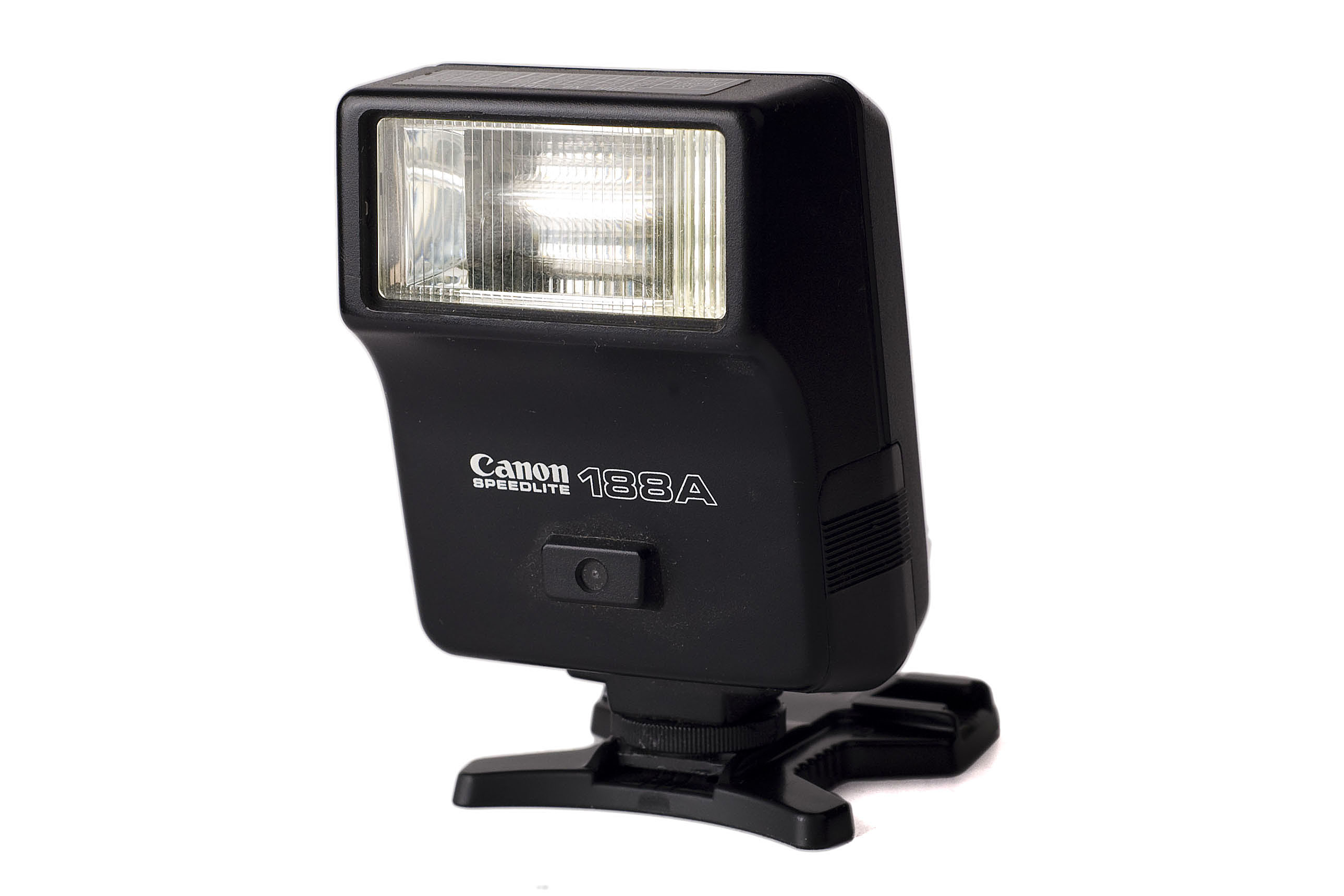
Фотовспышка «Speedlite 188A»